# Coma Ecliptic: Live
Coma Ecliptic: Live è il terzo album dal vivo del gruppo musicale statunitense Between the Buried and Me, pubblicato il 28 aprile 2017 dalla Metal Blade Records.

## Descrizione
Contiene al registrazione del concerto tenuto dal gruppo all'Observatory North Park di San Diego, durante la quale hanno proposto il settimo album Coma Ecliptic nella sua interezza. Riguardo alla pubblicazione, il bassista Dan Briggs ha dichiarato:
Il disco è stato pubblicato sotto forma di digipak composto dal CD, dal DVD e dal BD del concerto e anche in edizione doppio vinile nero ed altre colorate e limitate tra le 200 e le 300 copie.

## Tracce
1. Node – 4:16
2. The Coma Machine – 7:28
3. Dim Ignition – 2:23
4. Famine Wolf – 7:35
5. King Redeem/Queen Serene – 7:04
6. Turn on the Darkness – 8:27
7. The Ectopic Stroll – 7:00
8. Rapid Calm – 8:37
9. Memory Palace – 9:54
10. Option Oblivion – 4:22
11. Life in Velvet – 4:37

## Formazione
Gruppo
- Dan Briggs – basso
- Blake Richardson – batteria, percussioni
- Tommy Rogers – voce, tastiera
- Paul Waggoner – chitarra
- Dustie Waring – chitarra

Produzione
- Vince Edwards – regia
- Nick "Biggie" Grimaldi – produzione
- Tracy Vera – produzione esecutiva
- Brian Slagel – produzione esecutiva
- Matthew Taylor – assistenza alla regia
- Jamie King – missaggio audio